# КБ-3 Чучулига I
КБ-3 „Чучулига I“ е български учебно-тренировъчен самолет, двуместен биплан, разработен и произвеждан в Самолетна фабрика „Капрони Български“ – Казанлък. „Чучулига I“ е създаден на базата на предхождащия го учебно-тренировъчен КБ-2А Чучулига, явявайки се по този начин развитие на линията на дълбока модернизация на още по-стария КБ-2УТ. КБ-2А е сравнително добър самолет с нелоши характеристики, но управлението му се оказва твърде сложно за начинаещи пилоти и затова е взето решение за модернизирането му, в резултат на което се появява КБ-3 „Чучулига I“.
При КБ-3 двигателят Walther Castor е заменен с по-модерния Walther Castor II, подобрена е аеродинамиката на тялото, сериозни изменения са направени по колесника и опашните плоскости; между кабините на пилота и наблюдателя е монтирана т.нар. „противокапотажна гърбица“, предпазваща екипажа при евентуално преобръщане на машината по гръб (капотиране). Най-голямо внимание е обърнато на подобряването на управлението, в резултат на което КБ-3 става изключително лек за управление.
През 1937 г. е произведена серия от 20 машини КБ-3 „Чучулига I“, които са използвани от Въздушните на Н. В. войски за начална подготовка на пилоти и наблюдатели (щурмани).